# Vytautas Radavičius
Vytautas Radavičius (* 1954; † 2011) war ein litauischer Politiker, Vizeminister am Gesundheitsministerium Litauens.

## Leben
Er absolvierte das Abitur an der Mittelschule und das Medizinstudium der Pädiatrie an der Vilniaus universitetas. Danach arbeitete er als Arzt im Zentralkrankenhaus der Rajongemeinde Varėna, in der 5. Poliklinik der Stadtgemeinde Vilnius und dann als Chefarzt im spezialisierten Krankenhaus in Vilnius. Ab 1998 arbeitete er am Gesundheitsministerium Litauens.
Von 2000 bis 2001 war er litauischer stellvertretender Gesundheitsminister und leitete anschließend bis zum Jahr 2011 eine Unterabteilung am Gesundheitsministerium.